# Odontothelphusa
Odontothelphusa is een geslacht van kreeftachtigen uit de klasse van de Malacostraca (hogere kreeftachtigen).

## Soorten
- Odontothelphusa apicpac Villalobos, García & Velázquez, 2010
- Odontothelphusa lacandona Álvarez & Villalobos, 1998
- Odontothelphusa lacanjaensis Álvarez & Villalobos, 1998
- Odontothelphusa maxillipes (Rathbun, 1898)
- Odontothelphusa monodontis Rodríguez & Hobbs, 1989
- Odontothelphusa palenquensis Álvarez & Villalobos, 1998
- Odontothelphusa toninae Álvarez & Villalobos, 1991